# Piet den Boer
Pour les articles homonymes, voir Boer.
Pieter den Boer, dit Piet den Boer, né le 17 mars 1958 à Rotterdam aux Pays-Bas, est un ancien footballeur néerlandais qui évoluait au poste d'attaquant. 
Lors de la victoire du FC Malines en finale de la Coupe d'Europe des vainqueurs de coupe contre l'Ajax Amsterdam le 11 mai 1988, il est l'unique buteur du match (1-0).

## Carrière
- 1981-1982 : Excelsior Rotterdam  Pays-Bas (34 matchs, 26 buts)
- 1982-1983 : FC Malines  Belgique (30 matchs, 15 buts)
- 1983-1984 : FC Malines  Belgique (30 matchs, 9 buts)
- 1984-1985 : FC Malines  Belgique (34 matchs, 13 buts)
- 1985-1986 : FC Malines  Belgique (27 matchs, 7 buts)
- 1986-1987 : FC Malines  Belgique (32 matchs, 15 buts)
- 1987-1988 : FC Malines  Belgique (30 matchs, 16 buts)
- 1988-1989 : FC Malines  Belgique (30 matchs, 13 buts)
- 1989-1990 : Girondins de Bordeaux  France (41 matchs, 18 buts)
- 1990-1991 : SM Caen  France (34 matchs, 4 buts)
- 1991-1992 : FC Tielen (D4)  Belgique (? matchs, 15 buts)
- 1992-1993 : FC Tielen (D4)  Belgique (? matchs, ? buts)

## Palmarès

### En club
- Vainqueur de la Supercoupe d'Europe en 1988 avec le FC Malines
- Vainqueur de la Coupe d'Europe des Vainqueurs de Coupe en 1988 avec le FC Malines
- Champion de Belgique en 1989 avec le FC Malines
- Vainqueur de la Coupe de Belgique en 1987 avec le FC Malines
- Champion de Belgique de Division 2 en 1983 avec le FC Malines
- Vice-champion de France en 1990 avec les Girondins de Bordeaux

### Distinction individuelle
- Meilleur buteur du Championnat des Pays-Bas de Division 2 en 1982 (26 buts)  avec l'Excelsior Rotterdam

## Source
- Marc Barreaud, Dictionnaire des footballeurs étrangers du championnat professionnel français (1932-1997), L'Harmattan, 1997.